# Lamothe-Cassel
Lamothe-Cassel is een gemeente in het Franse departement Lot (regio Occitanie) en telt 100 inwoners (2009). De plaats maakt deel uit van het arrondissement Gourdon.

## Geografie
De oppervlakte van Lamothe-Cassel bedraagt 11,9 km², de bevolkingsdichtheid is dus 8,4 inwoners per km².
De onderstaande kaart toont de ligging van Lamothe-Cassel met de belangrijkste infrastructuur en aangrenzende gemeenten.

## Demografie
Onderstaande figuur toont het verloop van het inwonertal (bron: INSEE-tellingen).